# Michaelina Wautier
Michaelina Wautier of Woutiers (Bergen, 1604 – Brussel, 1689) was een barokke kunstschilderes uit de Zuidelijke Nederlanden. Hoewel haar oeuvre beperkt is, wijst het op een uitzonderlijk talent. Ze was bedreven in een veelheid aan formaten en genres, van bloemstuk en portret tot historiestuk. Ze kreeg opdrachten voor altaarstukken en mythologische taferelen.
Veel van haar werk is lang aan andere kunstenaars toegeschreven, zoals Thomas Willeboirts Bosschaert, Jacob van Oost, haar broer Charles Woutier, Pierre Bedeau en Artemisia Gentileschi.

## Biografie
Over het leven van Michaelina Wautier is vrijwel niets bekend. Ze kwam uit Bergen in Henegouwen. Lange tijd vond men geen doopcertificaat van haar, tot aannemelijk werd gemaakt dat ze op 2 september 1604 gedoopt is in de Saint-Nicolas d'Havré onder de naam Maria Magdalena Watier. Haar ouders, Charles Wautier en Jeanne George, hadden samen zes kinderen, van wie Michaelina het enige meisje was. Uit een eerder huwelijk had de vader nog vijf kinderen.
Rond 1642 installeerde Michaelina's jongere broer Charles (1609-1703) zich in Brussel. Vermoedelijk leefde ze toen al bij hem. Ze leidden een vrijgezellenbestaan in een statig huis nabij de Kapellekerk. Haar gedateerde werk, negen doeken, is geschilderd tussen 1643 en 1659. Vier van haar schilderijen maakten deel uit van de kunstverzameling van aartshertog Leopold Willem, zoals blijkt uit een bewaarde boedelbeschrijving (1659). Hoewel dit op zich al aangeeft dat ze in haar tijd groot aanzien moet hebben genoten, komt haar naam in geen enkele historiografische bron of lofdicht voor.
Haar broer Charles Woutiers trad in 1651 toe tot de Sint Lucasgilde in Brussel, maar zelf is ze niet vermeld. Beide Wautiers tonen de invloed van Michael Sweerts, een schilder die in Brussel een academie oprichtte waar ongetwijfeld naaktmodellen naar het leven werden geschilderd. Het zou verklaren waarom Michaelina Wautier dit zo goed beheerste.

## Patronage
Gedurende zijn gouverneurschap van de Spaanse Nederlanden (1647-1656) kocht aartshertog Leopold Willem werken van alle belangrijke schilders, die tot 1641 in de schaduw van Peter Paul Rubens en Antoon van Dyck hadden geleefd. De aartshertog was zowel een patroon van de kunstenaars uit zijn tijd als een verzamelaar van de schilderijen van Oude Meesters. Het feit dat Michaelina Wautier in de gunst stond van Leopold Willem, een van de grootste kunstverzamelaars uit zijn tijd, werpt een licht op de kwaliteit van haar oeuvre.

Vier werken uit de verzameling van de aartshertog
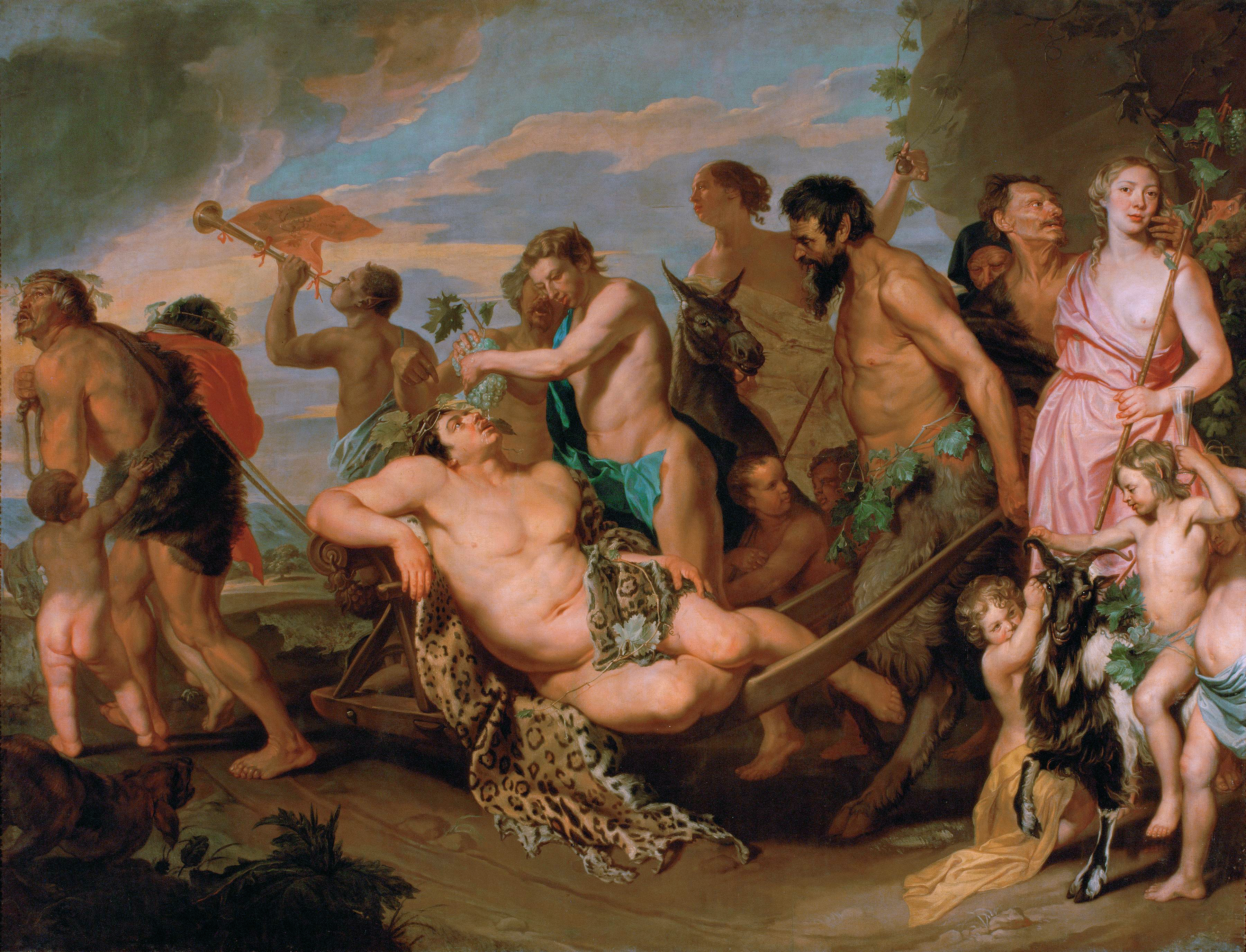
Triomf van Bacchus
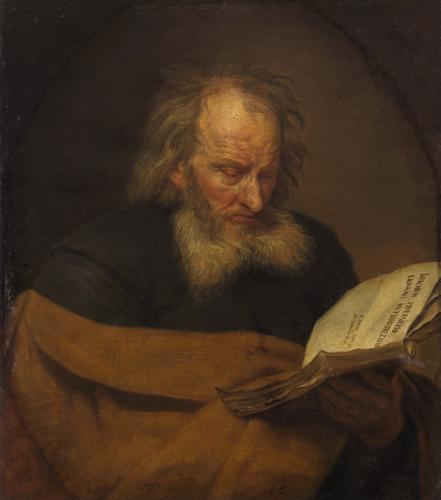
Sint Joachim
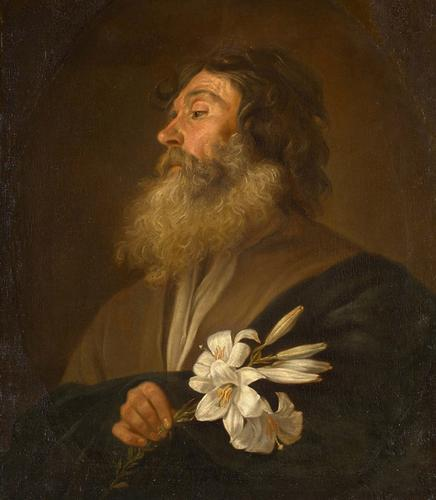
Sint Jozef
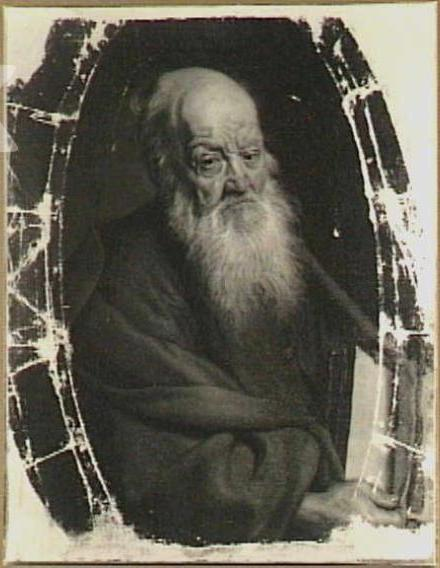
Sint Joachim met boek

In 1659 werd een boedellijst gemaakt van de verzameling van de aartshertog, waarvan vier werken door Michaelina Wautier werden geschilderd. Daarbij was een schilderij van Sint Joachim dat omschreven werd als ‘Original von Jungfraw Magdalena Woutiers von Mons oder Berghen, Henegaw i Niderlandt’. Verder was er een buste van Sint Jozef, een tweede schilderij van Sint Joachim en ten slotte een bacchusstoet.

## Stijl
De schilderijen van Michaelina Wautier zijn van een grote schoonheid. Haar stijl doet vermoeden dat ze net als haar broer Charles in Italië studeerde. Ze schilderde portretten, bloemen en godsdienstige en mythologische taferelen.
In tegenstelling tot de gangbare opvatting dat vrouwelijke kunstenaars een voorkeur hadden voor kleine formaten, maakte Michaelina Wautier grote tot zeer grote schilderijen.
Michaëlina Wautier ondertekende ook al haar werken, op haar schilderijen na. Dit vermoedelijk om het duidelijk te onderscheiden van het werk van haar broer maar ook om te onderstrepen dat zij, als vrouw, het werk maakte. Zij vermeldde haar volledige naam, gevolgd door "fecit" en soms door "invenit", om de originaliteit van de gebruikte iconografie te onderstrepen. 

## Oeuvre (selectie)
Portret van een bevelhebber uit het Spaanse leger (1646), olieverf op doek, 63 x 56,5 cm, Koninklijke Musea voor Schone Kunsten van België, Brussel.
Het werk is rechts bovenaan gesigneerd ‘Michaelina Woutier / 1646'.
Wautier geeft een zeer realistische voorstelling van een man, van wie de identiteit niet gekend is. De manier waarop deze persoon is opgevat en weergegeven doet sterk denken aan een ander portret[dode link] dat zich in de Koninklijke Musea voor Schone Kunsten in Brussel bevindt, gemaakt door C. Wautier in 1656, waarschijnlijk haar broer. Het doek werd in 1812 door het museum aangekocht van een Brusselse kunsthandelaar.
Het mystieke huwelijk van de Heilige Catharina (1649), olieverf op doek, 181 x 243 cm, Grand Séminaire de Namur
Het Gehoor (De fluitspeler) (1650), olieverf op doek, 70 x 61 cm, locatie onbekend. Eén van een serie van vijf doeken met jongens over de vijf klassieke zintuigen. Een jonge knaap met een pet speelt op een blokfluit, het gaatje voor de pink van de onderste (rechter)hand is duidelijk te zien. Het doek werd in 1999 in Parijs geveild.
Bloemenkrans met libelle, opgehangen tussen twee dierenschedels, (1652), olieverf op paneel, 41,1 x 57,4cm, private collectie.
Bloemenkrans met vlinder, opgehangen tussen twee dierenschedels, (1652), olieverf op paneel, 42 x 57cm, particuliere bruikleen aan het Noordbrabants Museum in 's Hertogenbosch.
Studie van een jongeman, 1653
Portret van de jezuïet Martino Martini, 1654
De heilige Johannes de evangelist, ca. 1655
Jongeman een pijp rokend, 1656, olieverf op doek, 68,5 x 58,5 cm.
Opvoeding van Maria (1656), olieverf op doek, 147 x 124cm, Kunsthandel Hoogsteder & Hoogsteder, Den Haag. Het doek geeft Maria als kind weer, dat leert lezen van haar ouders, Joachim en Anna. De clair-obscureverlichting van dit schilderij is in de stijl van Caravaggio.
Jonge tabaksnuiver, ca. 1650–55
De heilige Joachim lezend in een boek, ca. 1650–56
Sint Jozef (ca. 1650-56), olieverf op doek, 76 x 66 cm, Kunsthistorisches Museum Wien. Ook dit schilderij was eigendom van aartshertog Leopold Willem. Sint Jozef wordt met warmte en als een indrukwekkende verschijning neergezet.
De Maria-Boodschap (1659), olieverf op doek, 200 x 134cm, Musée Promenade Marly le Roi, Louveciennes. Dit schilderij werd lang toegeschreven aan de Franse schilder Pierre Bedeau tot de overschildering verwijderd werd tijdens de restauratie. Dit doek heeft opvallende kleuren, kobaltblauw en diep rood. De figuren bezitten een grote plasticiteit, ondanks de enorme afmetingen van het schilderij. Michaelina Wautier signeert en dateert Michaelina Wautier Fecit 1659. Het doek had origineel een grotere hoogte, maar werd meermaals ingekort.
Triomf van Bacchus (Bacchusstoet), olieverf op doek, 270 x 354cm, Kunsthistorisches Museum Wien. Dit monumentale schilderij was geïnspireerd op de Metamorfosen van Ovidius. Wautier schilderde dit meesterwerk rond 1650 en mogelijk heeft ze zichzelf als een uitdagende bacchante geportretteerd. In dit virtuoos geschilderde werk toont ze haar kennis van de mannelijke anatomie. Dit doek werd in de boedelbeschrijving van aartshertog Leopold Willem beschreven als ‘Original von N. Woutiers’.
Sint Joachim
In de boedellijst van aartshertog Leopold Willem omschreven als ‘Original von Jungfraw Magdalena Woutiers von Mons oder Berghen, Henegaw i Niderlandt’.
Portret van een bevelhebber (Pierre Wautier?)
Studie van een vrouw
Zelfportret
Sint-Jan de Doper als knaap
Twee meisjes als de heiligen Agnes en Dorothea, Olieverf op doek, 89,7 x 122 cm, Koninklijk Museum voor Schone Kunsten Antwerpen.
Twee bellenblazende jongens, olieverf op doek, 90.5 x 121.3 cm, Seattle Art Museum. 
Studie van een jongen
Studie naar een antieke buste

## Tentoonstellingen
In 2018 werd een eerste retrospectieve aan haar gewijd in het Museum aan de Stroom en het Rubenshuis te Antwerpen.

## Literatuur

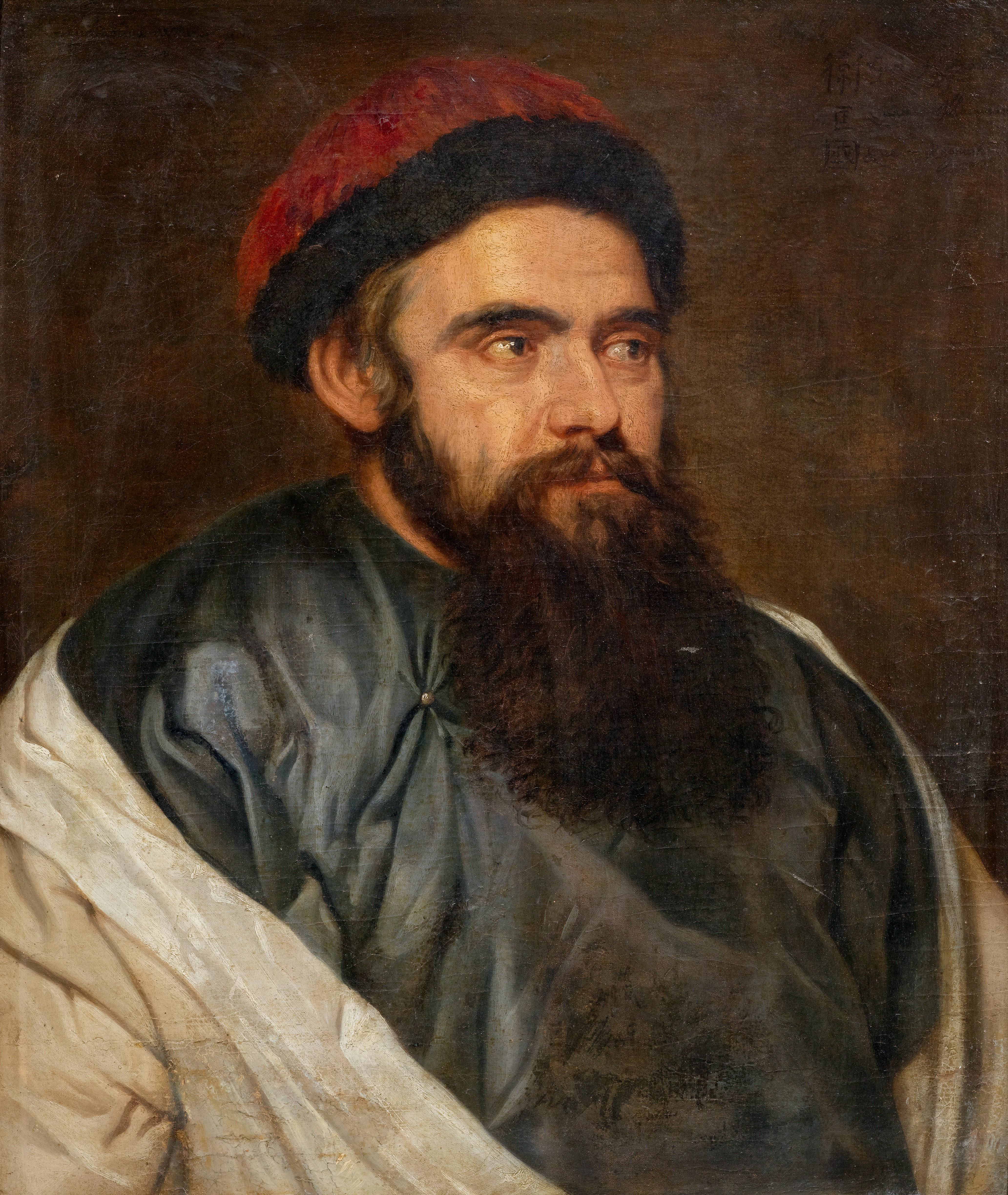
Portret van de jezuïet Martino Martini, missionaris in China (1654)
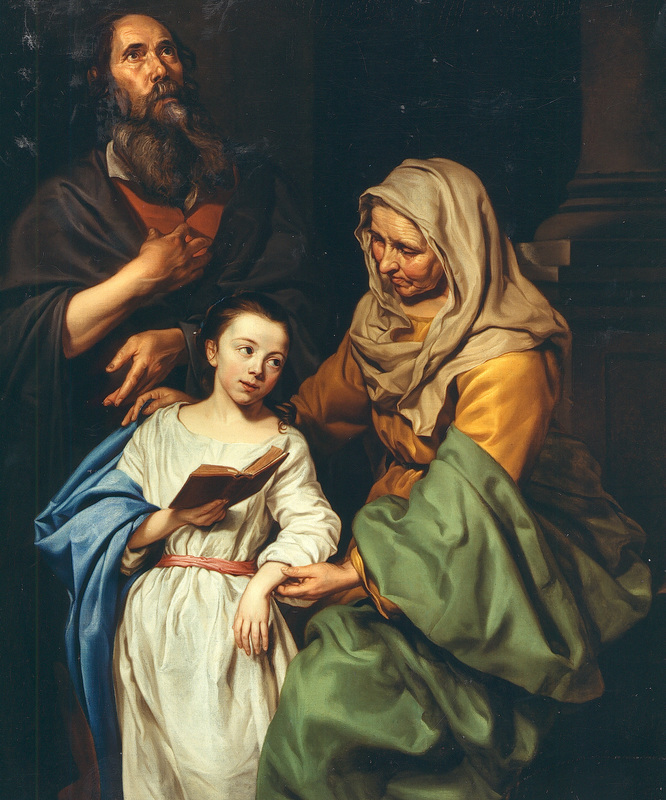
Opvoeding van Maria (1656)
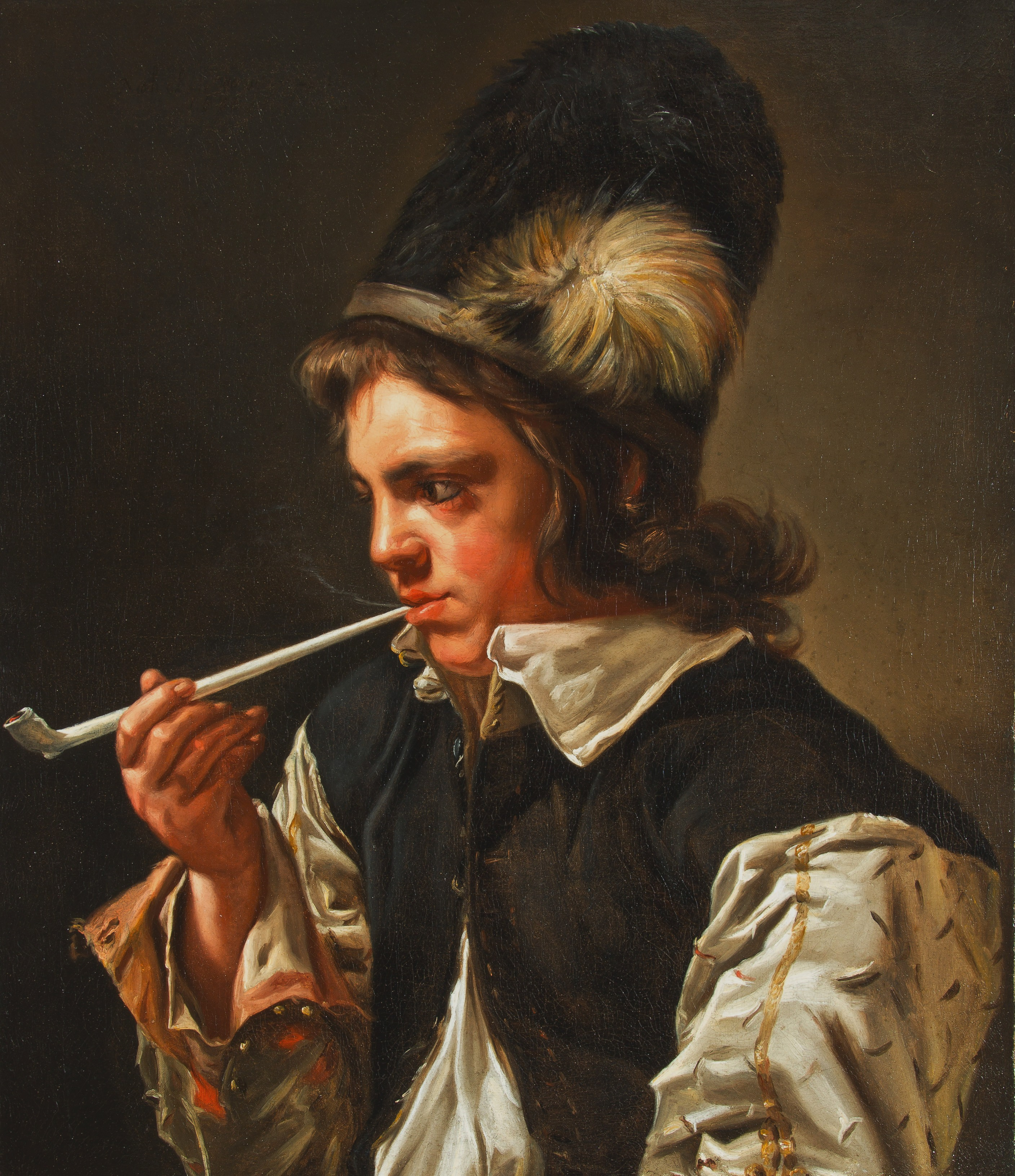
De pijproker (1656)
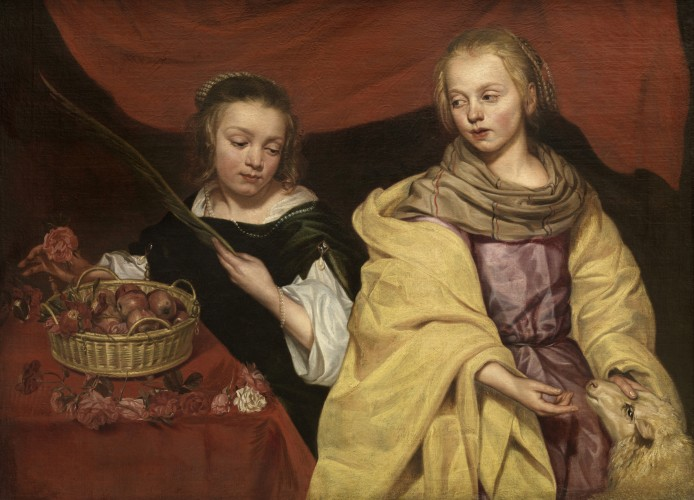
Twee meisjes als de heiligen Agnes en Dorothea
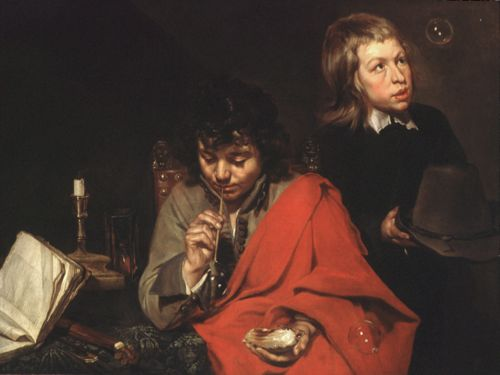
Twee bellenblazende jongens
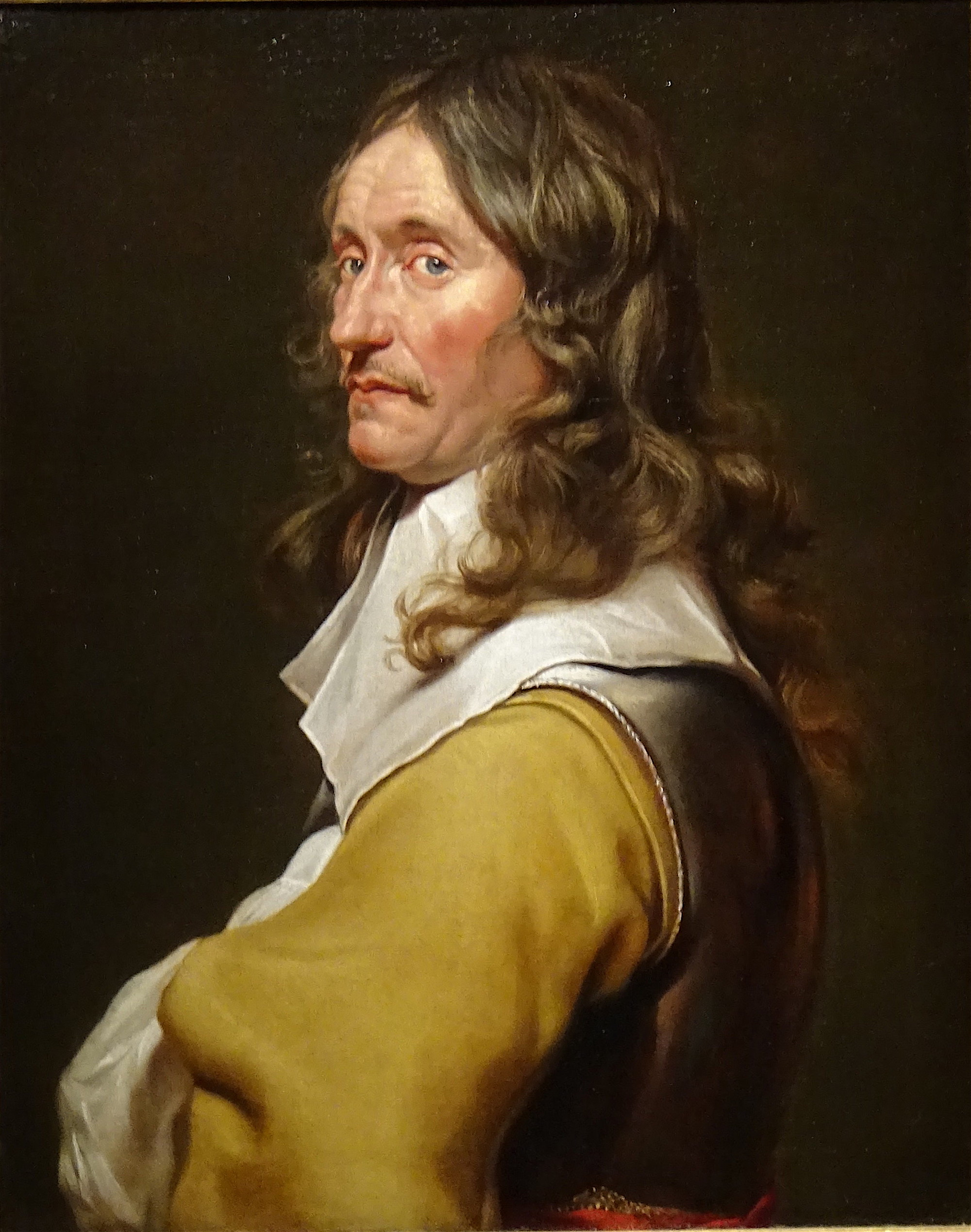
Portret van een bevelhebber Wautier, vermoedelijk haar broer Pierre
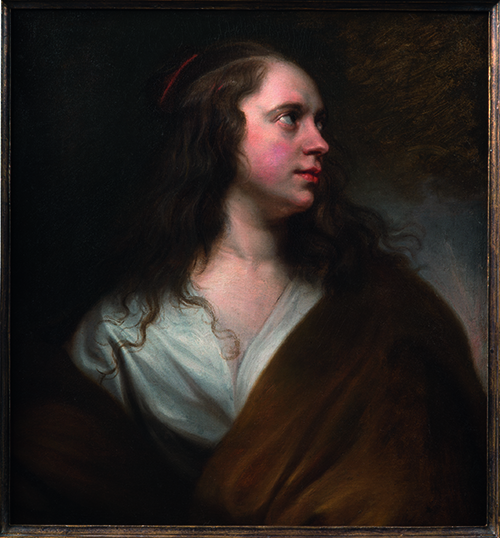
Portret van een vrouw, uit de collectie van The Phoebus Foundation
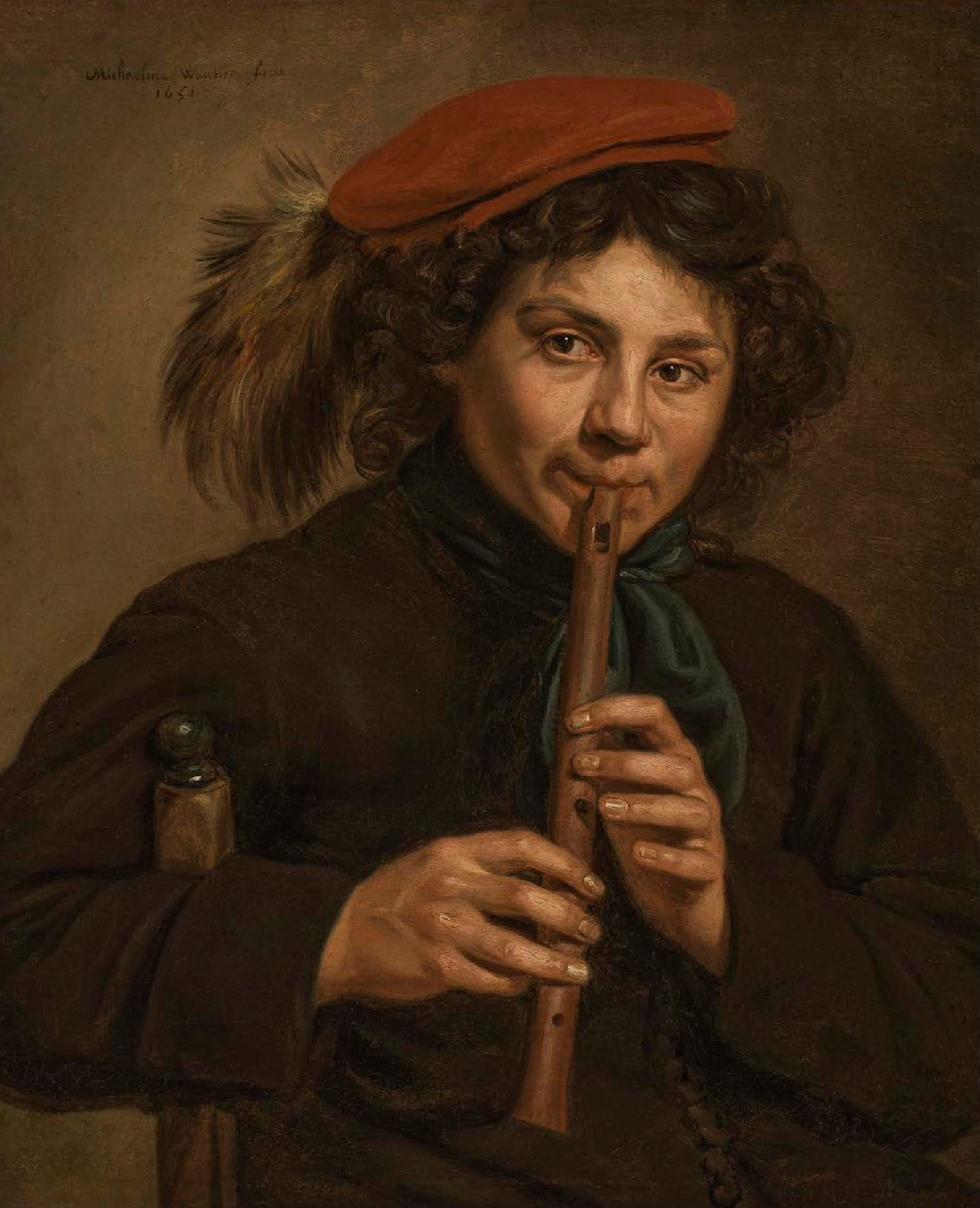
Het gehoor of 'De blokfluitist', 1650, Olieverf op doek, 68x58 cm.